# 小城市立晴田小学校
小城市立晴田小学校（おぎしりつ はるたしょうがっこう）は佐賀県小城市小城町畑田にある市立小学校。

## 概要
歴史
1874年（明治7年）創立。数回の改組・改称を経て、現校名になったのは2005年（平成17年）。2019年（令和元年）には創立145周年を迎えた。
校章
桜の花弁の絵を背景にして、中央に「晴」の文字を置いている。
校歌
1953年（昭和28年）3月5日に制定。作詞は遠田実、作曲は黒沼幸四郎による。歌詞は3番まであり、3番の歌詞中に校名の「晴田」が登場する。
通学区域
住所表記で「小城市小城町」の後に「砂田、畑田、下畑田、平原、鷺原、西谷、寺浦、庄、円光寺、郷木、川原、東小松、中村、本山、寒気、中善寺、松葉、西晴気、一本松、君ケ坂、宿、出分、黒原、萩ノ町、米ノ隈、川内、桑鶴、西新町、弥生町、栄町」が続く地域。
中学校区は小城市立小城中学校。

## 沿革
- 1874年（明治7年）9月 - 「庄村小学校」と称し創立。民家を校舎とする。
- 1877年（明治10年）3月 - 大井出に校舎を新築し、「晴気小学校」と改称。
- 1881年（明治14年）5月 - 九郎堂に校舎を改築。
- 1886年（明治19年）4月1日 - 小学校令の施行により、尋常科（4年制）を設置の上、「尋常晴気小学校」と改称。
- 1889年（明治22年）4月1日 - 町村制の施行により、晴田村が発足。
  - 村名は晴気村の「晴」と畑田ヶ里の「田」を組み合わせたもの。
- 1891年（明治24年）- 晴田村立の学校となる。
- 1892年（明治25年）4月1日 - 小学校令の改正により、「晴気尋常小学校」と改称。
- 1903年（明治36年）10月 - 川内に分教場を設置。
- 1905年（明治38年）7月 - 大字畑田2009（現在地）に校舎を新築し、「晴田尋常小学校」（4年制）と改称。
- 1908年（明治41年）
  - 4月1日 - 高等科（2年制）を併置し、「晴田尋常高等小学校」と改称。 
    - この時、小学校令が改正され、義務教育年限（尋常科の修業年限）が4年から6年に延長され、尋常科5年と6年、高等科1年と2年が新設された。

  - 11月 - 講堂が完成。創立記念日を11月8日に決定。
- 1922年（大正11年）5月 - 新校舎5教室が完成。
- 1932年（昭和7年）4月 - 岩松村・晴田村・三里村三村が小城町に統合され、小城町立の小学校となる。
- 1933年（昭和8年）4月1日 - 小城町内の高等科集約により、高等科を廃し「晴田尋常小学校」（6年制）となる[2]。
- 1941年（昭和16年）4月1日 - 国民学校令の施行により、「小城町晴田国民学校」（6年制）と改称。尋常科を初等科に改める。
- 1942年（昭和17年）9月 - 北校舎1棟が完成。
- 1947年（昭和22年）4月1日 - 学制改革により、「小城町立晴田小学校」と改称。
- 1948年（昭和23年）
  - 5月 - 轡ヶ里地区が三里小学校区となる。
  - 12月 - 講堂が完成。
- 1952年（昭和27年）4月 - 北校舎西側に図書館と2教室が完成。
- 1953年（昭和28年）3月5日 - 校歌を制定。
- 1955年（昭和30年）
  - 4月 - 北校舎8教室が完成。
  - 9月 - 南校舎を解体し、運動場を拡張。
- 1956年（昭和31年）1月 - 創立80周年を記念して、家庭科室、作法室、宿直室、用務員室が完成。
- 1957年（昭和32年）4月 - 特殊学級1学級を新設。
- 1958年（昭和33年）3月 - 校旗を制定。
- 1959年（昭和34年）7月 - プールが完成。
- 1960年（昭和35年）3月 - 特殊学級1教室と遊戯場が完成。
- 1962年（昭和37年）12月 - 南校舎を解体し、新校舎が完成。
- 1963年（昭和38年）
  - 1月 - 給食を開始。
  - 5月 - 南校舎と給食室が完成。
- 1968年（昭和43年）9月 - 西新町地区が晴田小学校区となる。
- 1971年（昭和46年）4月 - 川内分校の新校舎が完成。
- 1974年（昭和49年）11月 - 創立100周年記念式典を挙行。
- 1977年（昭和52年）12月 - 校地内に建設省所管の雨量観測所を設置。
- 1978年（昭和53年）12月 - 校門前の歩道橋が完成。
- 1983年（昭和58年）4月1日 - 川内分校を休校。
- 1986年（昭和61年）4月 - 旧校舎を解体。
- 1987年（昭和62年）3月 - 新校舎と屋内運動場（体育館）が完成。
- 1991年（平成3年）9月 - 観察池を設置。
- 1999年（平成11年）2月 - パソコン教室を新設。
- 2003年（平成15年）5月	- プールの改築が完了。
- 2005年（平成17年）
  - 3月1日 - 市町合併により、「小城市立晴田小学校」（現校名）に改称。
  - 9月	- 運動場に遊具を設置。
- 2009年（平成21年）3月31日 - 川内分校を閉校。
  - 川内分校最終所在地 - 佐賀県小城市小城町畑田桑鶴596番地

## 交通
最寄りの鉄道駅
- JR九州 唐津線「小城駅」

最寄りのバス停留所
- 昭和バス 「天山宮」バス停

最寄りの幹線道路
- 国道203号

## 周辺
- 小城市立晴田幼稚園
- 小城公民館晴田支館
- 晴気川